# Jonas Axeldal
Jonas Axeldal (* 2. September 1970 in Holm, Halmstad) ist ein ehemaliger schwedischer Fußballspieler.

## Laufbahn
Axeldal debütierte 1990 für Halmstads BK in der Allsvenskan. Nach zwei Spielzeiten wechselte er zum Ligakonkurrenten Malmö FF. 1994 ging er zu Östers IF, ehe er im Sommer 1996 zum italienischen Zweitligisten US Foggia wechselte. Von dort wechselte er nach England zu Ipswich Town, konnte sich aber nicht durchsetzen und ging nach nur einer Spielzeit zu Cambridge United. Nach dem Abstieg in die Conference National 2002 kehrte er nach Schweden zurück und schloss sich BK Häcken an. Später ließ er seine Laufbahn bei Ängelholms FF ausklingen.
| Personendaten    | Personendaten               |
| ---------------- | --------------------------- |
| NAME             | Axeldal, Jonas              |
| KURZBESCHREIBUNG | schwedischer Fußballspieler |
| GEBURTSDATUM     | 2. September 1970           |
| GEBURTSORT       | Holm                        |